# Maci Laci kincset keres
A Maci Laci kincset keres (eredeti cím: Yogi’s Treasure Hunt) 1985-től 1988-ig futott amerikai televíziós rajzfilmsorozat, amelyet a Hanna-Barbera készített. A tévéfilmsorozat forgalmazója a Warner Bros. Műfaja kalandfilmsorozat, filmszatíra-sorozat és filmvígjáték-sorozat. Amerikában szindikációs sugárzás keretében volt látható, Magyarországon az első 13 részt az MTV2, az MTV1 és az RTL Klub vetítette. A többi epizódot a Boomerang és a Cartoon Network adta le, más szinkronnal (az összes részt sugározta).

## Történet
Két klasszikus Hanna-Barbera szereplő, Maci Laci és Bubu a történet főszereplői a többi rajzfilmszereplőkkel együtt, mint kincskeresők. Maci Laci, a kapitány ismert rajzfilmfigurákból álló legénysége élén a kincses szigetre indul.

## Szereplők
| Szereplő                   | Szereplő          | Eredeti hang    | Magyar hang         | Magyar hang        |
| Magyarul                   | Angolul           | Eredeti hang    | Első 13 rész (1991) | 14. résztől (2012) |
| -------------------------- | ----------------- | --------------- | ------------------- | ------------------ |
| Maci Laci                  | Yogi Bear         | Daws Butler     | Vajda László        | Várkonyi András    |
| Bubu Maci                  | Boo Boo Bear      | Don Messick     | Mikó István         | Fekete Zoltán      |
| Smith vadőr                | Ranger Smith      | Don Messick     | Balázs Péter        | Varga T. József    |
| Foxi Maxi                  | Huckleberry Hound | Daws Butler     | Csákányi László     | Varga T. József    |
| Paci Lóca                  | Quick Draw McGraw | Daws Butler     | Kaló Flórián        | Varga T. József    |
| Belekuty                   | Auggie Doggie     | Daws Butler     | Gálvölgyi János     | Markovics Tamás    |
| Kutyapa                    | Doggie Daddy      | John Stephenson | Végvári Tamás       | Dolmány Attila     |
| Leopold (Nyegleó)          | Snagglepuss       | Daws Butler     | Bács Ferenc         | Király Attila      |
| Pamacska                   | Super Snooper     | Daws Butler     | Ujréti László       | Sörös Sándor       |
| Egervin                    | Blabber Mouse     | Daws Butler     | Cseke Péter         | Szatmári Attila    |
| Főmacsek (Turpi úrfi)      | Top Cat           | Arnold Stang    | Konrád Antal        | Dunai Tamás        |
| Gal Ádám (Gézengúz Guszti) | Dick Dastardly    | Paul Winchell   | Kenderesi Tibor     | Kassai Károly      |
| Szőrmók (Mardel)           | Muttley           | Don Messick     | Farkas Antal        | Gesztesi Károly    |
| Ordas Pókhas               | Hokey Wolf        | Daws Butler     | Pathó István        | Harsányi Gábor     |
| Kandúr Bandi               | Mr. Jinks         | Daws Butler     | Szuhay Balázs       | Galbenisz Tomasz   |
| Cindy Maci                 | Cindy Bear        | Julie Bennett   | Némedi Mari         | Zsigmond Tamara    |

- További magyar hangok (1. szinkron): Balázsi Gyula, Bata János, Fülöp Zsigmond, Götz Anna, Györgyi Anna, Hámori Ildikó, Huszár László, Koroknay Géza, Kökényessy Ági, Laklóth Aladár, Lux Ádám, Némedi Mari, Orosz István, Pathó István, Pusztaszeri Kornél, Rudas István, Suka Sándor, Szabó Ottó, Szokol Péter, Szolnoki Tibor, Szuhay Balázs, Vass Gábor, Vándor Éva, Versényi László
- További magyar hangok (2. szinkron): Albert Péter, Bácskai János, Bókai Mária, Csonka Anikó, Elek Ferenc, Forgács Gábor, Gerbert Judit, Haffner Anikó, Hujber Ferenc, Koncz István, Laudon Andrea, Pupos Tímea, Rosta Sándor

## Évados áttekintés
| Évad | Évad | Epizódok | Eredeti sugárzás    | Eredeti sugárzás  | Magyar sugárzás      | Magyar sugárzás     |
| Évad | Évad | Epizódok | Évadpremier         | Évadfinálé        | Évadpremier          | Évadfinálé          |
| ---- | ---- | -------- | ------------------- | ----------------- | -------------------- | ------------------- |
|      | 1    | 10       | 1985. szeptember 6. | 1985. november 8. | 1991. július 7.      | 1991. szeptember 8. |
|      | 2    | 8        | 1986. november 7.   | 1987. január 16.  | 1991. szeptember 15. | 2012.               |
|      | 3    | 9        | 1987. november 6.   | 1988. március 25. | 2012.                | 2012.               |

## 1. évad
| #   | Eredeti cím                       | Magyar cím                              | Eredeti premier      | Magyar premier      |
| --- | --------------------------------- | --------------------------------------- | -------------------- | ------------------- |
| 1.  | Riddle in the Middle of the Earth | Rejtély a Föld középpontjában           | 1985. szeptember 6.  | 1991. július 7.     |
| 2.  | Bungle in the Jungle              | Dzsungelkaland                          | 1985. szeptember 13. | 1991. július 14.    |
| 3.  | Countdown Drac                    | Drakula a slágerlistán                  | 1985. szeptember 20. | 1991. július 21.    |
| 4.  | The Return of El Kabong           | El Kabong visszatér                     | 1985. szeptember 27. | 1991. július 28.    |
| 5.  | Ole the Red Nose Viking           | Ole, a vörös orrú viking                | 1985. október 4.     | 1991. augusztus 4.  |
| 6.  | The Curse of Tutti-Frutti         | Romszesz fáraó átka                     | 1985. október 11.    | 1991. augusztus 11. |
| 7.  | Yogi and the Unicorn              | Maci Laci és az unikornis               | 1985. október 18.    | 1991. augusztus 18. |
| 8.  | The Case of the Hopeless Diamond  | Az eltűnt gyémántgyűrű                  | 1985. október 25.    | 1991. augusztus 25. |
| 9.  | Merlin's Lost Book of Magic       | Merlin varázsló elvesztett varázskönyve | 1985. november 1.    | 1991. szeptember 1. |
| 10. | Beverly Hills Flop                | A smaragd flamingó esete                | 1985. november 8.    | 1991. szeptember 8. |

## 2. évad
| #  | Eredeti cím                         | Magyar cím                              | Eredeti premier    | Magyar premier       |
| -- | ----------------------------------- | --------------------------------------- | ------------------ | -------------------- |
| 1. | Follow the Yellow Brick Gold        | Az aranyfazék                           | 1986. november 7.  | 1991. szeptember 15. |
| 2. | To Bee or Not to Bee                | Mézet enni vagy nem enni                | 1986. november 14. | 1991. szeptember 22. |
| 3. | Heavens to Planetoid                | Bolygóközi bolyongás                    | 1986. november 21. | 1991. szeptember 29. |
| 4. | Beswitched, Buddha'd and Bewildered | Megbuddhítva, átfordítva vagy fordítva? | 1986. december 5.  | 2012.                |
| 5. | There's No Place Like Nome          | Mindenütt jó, de legjobb Nome-ban       | 1986. december 12. | 2012.                |
| 6. | The Great American Treasure         | Amerika legnagyobb kincse               | 1987. január 2.    | 2012.                |
| 7. | Huckle Hero                         | Hősi Maxi                               | 1987. január 9.    | 2012.                |
| 8. | The Moaning Liza                    | Szunya Liza                             | 1987. január 16.   | 2012.                |

## 3. évad
| #  | Eredeti cím                         | Magyar cím                     | Eredeti premier    | Magyar premier |
| -- | ----------------------------------- | ------------------------------ | ------------------ | -------------- |
| 1. | Snow White & the 7 Treasure Hunters | Hófehérke és a hét kincsvadász | 1987. november 6.  | 2012.          |
| 2. | Yogi's Heroes                       | Maci hősei                     | 1987. november 13. | 2012.          |
| 3. | The Attack of Dr. Mars              | Támad Dr. Mars                 | 1987. november 20. | 2012.          |
| 4. | 20,000 Leaks Under the Sea          | Tizenhat perc                  | 1987. december 4.  | 2012.          |
| 5. | Goodbye, Mr. Chump                  | Dr. Kincsvadászok              | 1987. december 11. | 2012.          |
| 6. | Yogi Bear on the Air                | Macimédia                      | 1988. február 5.   | 2012.          |
| 7. | Yogi and the Beanstalk              | Maci és az égigérő paszuly     | 1988. február 12.  | 2012.          |
| 8. | The Greed Monster                   | Az önzés szörnyetege           | 1988. február 19.  | 2012.          |
| 9. | Secret Agent Bear                   | Titkosügynök Maci              | 1988. március 25.  | 2012.          |